# بئاتریس، کنتس آروندل
بئاتریس، کنتس آروندل (انگلیسی: Beatrice, Countess of Arundel; ۱۳۸۰ – نوامبر ۱۴۳۹) دختر نامشروع خوان اول پادشاه پرتغال و خواهر آفونسو یکم و خواهر ناتنی ادوارد پرتغال بود که قبل از ازدواج پدرش و فیلیپا لانکستر به دنیا آمد و در ۱۳۸۰ احتمالاً در وروس در آلنتیجو پرتغال زاده شد و در آوریل ۱۴۰۵ با همسرش ارل آروندل ازدواج کرد جشن ازدواج در لیسبون برگزار شد و در همان سال وی به انگلستان مسافرت نموددر حالی که برادرش آفونسو وی را همراهی می نمود در ۲۶ نوامبر ۱۴۰۵ در لندن جشن دیگری با حضور هنری چهارم انگلستان برگزار شد و همسر وی در ۱۳ اکتبر ۱۴۱۵ فوت نمود در این راستا پس از فوت همسرش با گیلبرت تالبوت پنجمین بارون تالبوت ازدواج نمود .